# Educación multicultural
La educación multicultural es un conjunto de estrategias y materiales de educación en los Estados Unidos de América que se desarrollaron para ayudar a los maestros a promover la democracia al mismo tiempo que respondía a numerosos cuestionamientos causados por los rápidos cambios demográficos de sus estudiantes.
La educación multicultural supone que el futuro de la sociedad de los Estados Unidos es pluralista. Actualmente, los maestros en la mayoría de las zonas urbanas enfrentan a estudiantes de una gran variedad de clases sociales, culturales y grupos de idiomas. Muchos de los estudiantes no comparten la clase media, la cultura Europea de América. Los maestros encuentran un gran número de estudiantes que aprenden inglés como su segundo idioma, tanto en zonas urbanas como rurales, tales como Iowa y Utah. Las aulas multiculturales deben incluir la promoción de la toma de decisiones y el pensamiento crítico, mientras se aleja de la desigualdad de oportunidades y hacia el pluralismo cultural. La educación multicultural es un esfuerzo de los profesores para desarrollar estrategias y recursos, para promover el éxito de los estudiantes en nuestras escuelas.
Los educadores multiculturales buscan reformar sustancialmente las escuelas para dar a los estudiantes las mismas oportunidades en las escuelas, en el mercado laboral y de esa manera contribuir con la construcción de comunidades saludables. Bancos ( 2008), uno de los líderes en el campo de la educación multicultural, describe estas dimensiones de la educación multicultural; integración de contenido,<ref>* Campbell, Duane. Eligiendo la Democracia: una guía práctica para la educación multicultural (en inglés). 4th. edición. 2010. Pearson, Allyn /Bacon</ref> El proceso de construcción del conocimiento, Reducción de los prejuicios, Una pedagogía de la equidad, y Faculta a una cultura escolar y la estructura social. Muchas universidades ofrecen cursos de educación multicultural y módulos como parte de su preparación docente.
Joe L. KINCHELOE y Shirley R. Steinberg, Peter McLaren, Henry Giroux, Antonia Darder, Sleeter Christine, Ernest Morrell, Sonia Nieto, Brock Rochelle, Cerezo A. McGee Banks, James A. Banks, Nelson Rodríguez, Leila Villaverde y muchos otros estudiosos de la pedagogía crítica han ofrecido una perspectiva emancipadora de la educación multicultural.

## Taxonomía
Kincheloe y Steinberg en “Cambiando el multiculturalismo” (1997) hablan sobre la confusión en el uso de los términos Multiculturalismo y educación Multicultural. En un esfuerzo por aclarar la conversación acerca del tema, desarrollaron la taxonomía de diversas maneras en el término utilizado.
Los autores advierten a sus lectores que ellos están abogando abiertamente una posición crítica multicultural y que los lectores deberían tener esto en cuenta así como consideran su taxonomía.
La taxonomía de Kincheloe y Steinberg acerca del multiculturalismo y la educación multicultural se puede resumir de la siguiente manera:

## Multiculturalismo Conservador

### Asunciones
1. Las minorías sin éxito provenientes de culturas en medios desfavorecidos- minado por la falta de valores familiares.
2. Normas comunes de la cultura—WASP, como el medidor de calidad de la base del plan de estudios. Estas normas deben ser transferidas a la siguiente generación.
3. El contenido del plan de estudios es elegido por las normas culturales dominantes- I.Q y las pruebas de rendimiento utilizadas para medir la adquisición de contenido y la capacidad cognitiva del estudiante.
4. Los grupos étnicos que no son blancos se estudian en el multiculturalismo conservador como complementos de la cultura dominante, los forasteros se funden en la “gran olla”.
5. El orden social existente es justo.
6. La piel clara no se incluye como una etnia esta se convierte en un medidor invisible de normalidad.
7. La educación es una forma de etnicidad para el éxito económico.

## Multiculturalismo Liberal

### Asunciones
1. La educación debe basarse en una noción de “identidad”, todos somos iguales.
2. La desigualdad racial existe debido a la falta de oportunidades para los grupos minoritarios.
3. Individualismo abstracto es fundamental para la organización social occidental. En este contexto, se cree que todos los seres humanos pueden tener éxito si se les da una oportunidad de ser gente libre responsable de nuestro propio éxito o fracaso. Esta posición la mantienen Kincheloe y Steinberg, a menudo no se dan cuenta de las formas ocultas de racismo y de las normas tal como se concibió rasgos dominantes.
4. Todos entramos en la carrera competitiva de la vida desde la misma línea de partida.
5. Las celebraciones del mes de la raza negra o latinos son formas positivas de dar honor a los grupos étnicos. Los críticos creen que el multiculturalismo liberal en este contexto a menudo está complementado.
6. La piel clara se sigue considerando como una norma “no étnica”.
7. Los estudios sobre el racismo, sexismo, la clase de polarización, la homofobia y la opresión colonial son consideradas como “divisivas”.
8. El conocimiento subyugado podría ser estudiado como una manifestación singular de la diversidad con ideas alternativas que brinden a todos los nuevos un cambio de conciencia en la perspectiva sobre el mundo.

## Multiculturalismo pluralista

### Asunciones
1. Este discurso a menudo ha servido como la articulación general de la educación multicultural en los últimos 20 años.
2. La educación multicultural pluralista comparte numerosas acciones con el multiculturalismo liberal. Este se enfoca más a las diferencias que en multiculturalismo liberal.
3. Así como el multiculturalismo, a menudo sirve como una forma de regulación y descontextualización que falla en problematizar la raza blanca y las normas eurocéntricas.
4. La diversidad es un valor intrínseco a la cultura dominante en un mundo globalizado con una economía de libre mercado.
5. Los planes de estudios incluyen el aprendizaje acerca de otros, sus conocimientos, valores, creencias y patrones de comportamiento.
6. La injusticia social existe y la educación deben combatir los prejuicios y estereotipos.
7. La educación debe crear orgullo en la herencia de los grupos minoritarios”. A menudo los estudios de miembros de esos grupos que han logrado el éxito (implica que cualquiera puede hacerlo).
8. La afirmación psicológica es el equivalente de fortalecimiento socio-político.
9. Los no blancos están ganando la movilidad ascendente y la potenciación de una manera que no se repite en la realidad.
10. Raza y etnia son vistos como asuntos privados que mantienen poca relación con las complejas estructuras del patriarcado, el elitismo de clase y el colonialismo económico, y la supremacía blanca.
11. La cobertura de la dura realidad de la raza, clase, género, y la opresión sexual no tiene por qué ser "molesto". Por lo tanto, los horrores de esas realidades a menudo se vuelven una forma de turismo cultural en lugar de un análisis riguroso del sufrimiento humano.

## Multiculturalismo esencialista de Izquierda
Asunción:
1. Una advertencia: el racismo, la opresión de clase, el sexismo y la homofobia son todas las formas de esencialismo de derecha y tiene un efecto mucho más generalizado en la sociedad de la izquierda-esencialista multiculturalismo
2. Las diferencias culturales son fundamentales para el multiculturalismo.
3. Las razas, grupos étnicos, géneros y orientaciones sexuales poseen un conjunto específico de características que las hacen lo que son.
4. Estos rasgos esenciales son románticas, incluso exótica en un proceso que diferencia las posiciones en un pasado lejano social / autenticidad cultural. Esto elimina los diversos grupos de la historia, la cultura y las relaciones de poder y los devuelve a un pasado primitivo.
5. Un grupo étnico o el género, sus políticas de garantías de identidad que sus pronunciamientos será "políticamente correcto". Esta posición debilita nuestro intento de analizar la forma ambigua que las fuerzas históricas dan forma a nuestras vidas y nuestra educación.
6. Que los "buenos" son los "malos" y viceversa. Los planes de estudios que vienen de esta suposición simplemente invierten los estereotipos tradicionales y las pretensiones de verdad. Por lo tanto, una educación multicultural construye una historia sin fisuras que, en su reduccionismo moralista no comprende la sutileza de racismo y otras formas de opresión.
7. conocimiento subyugado es importante en este contexto, pero a menudo es idealizado como una manifestación pura de la verdad natural. De esta manera se pueden transmitir con un nuevo canon autoritario.
8. Segunda advertencia: Kincheloe y Steinberg en su crítica de la izquierda esencialista multiculturalismo de ninguna manera implica un rechazo de la absoluta necesidad de afroamericanos o latinos / estudios indígenas o afro-americanos o latinos / planes de estudio basados indígenas. Debido a la supresión de dichos conocimientos en el currículo general, tales becas y el desarrollo curricular son necesarios. Tales conocimientos étnicos, así como el género, la clase y conocimientos sexuales necesitan ser estudiados por separado e integrado desde el blanco, masculino, media o clase alta, y experiencias heterosexuales e inseparable al mismo tiempo.

## Multiculturalismo Crítico
1. Las representaciones de raza, clase, género y sexualidad se basan en las grandes luchas sociales complejas.
2. Un currículo multicultural es parte de un esfuerzo mayor para transformar las condiciones sociales, culturales y estructuras institucionales que generan esas representaciones y perpetuar la opresión.
3. Raza, clase, género, diferencias sexuales existen en el contexto de poder y privilegio.
4. A diferencia de posiciones liberales, pluralistas y conservadoras, la justicia en las sociedades occidentales ya existe y sólo necesita ser distribuida más equitativamente.
5. La Comunidad no se construye simplemente en el consenso, sino cómo Paulo Freire decirlo, unidad en la diversidad. En una sociedad multiétnica que respete, pero que no homogenice las diferencias, se pueden realizar grandes avances en el cultivo de un pensamiento crítico y razonamiento ético.
6. Un comunidad homogénea fundada en el consenso no puede ser capaz de criticar la injusticia y las prácticas de exclusión que la debilitan.
7. La Reforma de la patología cultural a menudo se deriva del reconocimiento de las diferencias, de la interacción con personas que no padecen las mismas injusticias.
8. La educación multicultural se basa en la solidaridad en la diferencia: Otorga a los grupos sociales suficiente respeto para escuchar sus puntos de vista y usarlos para considerar los valores sociales existentes; se da cuenta de que la vida de las personas en grupos diferentes están relacionados entre sí hasta el punto de que cada uno es responsable ante todos los demás.
9. Es esencial hacer el compromiso de la legitimación de múltiples tradiciones del conocimiento.
10. Los estudiantes vienen a ver sus propios puntos de vista como una de las muchas social e históricamente construidas formas de ver .

## Departamentos de Asuntos Multiculturales
Las Universidades en los Estados Unidos cuentan con frecuencia con un Departamento de Asuntos Multiculturales, con el objetivo de crear un ambiente que promueva la diversidad y el multiculturalismo. Según Talbot (2003), la diversidad es un medio que consiste en la presencia tangible de todos los individuos de los cuales representan actitudes únicas y diferentes, características, atributos y creencias. El multiculturalismo es un viaje de desarrollo a través del cual un individuo permite mejorar los conocimientos y habilidades sobre las diferentes culturas para que él/ella pueda sentirse cómodo en cualquier situación y pueden comunicarse de manera efectiva con otros individuos de cualquier cultura (Komives y Woodard, 2003). Talbot (2003) afirma: "El multiculturalismo no es una característica inherente de toda persona, sin importar su o su raza, etnia, orientación sexual o género, sino que se basa en la capacidad de un individuo y la apertura a aprender "(p. 426). Por lo tanto, el propósito de Asuntos Multiculturales es crear un ambiente de integración que pueden apoyar, capacitar y alentar a todos los estudiantes a desarrollar conciencia socio cultural de diversos trasfondos culturales y estilos de vida, así como, proporcionar un ambiente seguro e inclusivo en que tal desarrollo se pueda dar.
En una forma u otra, la diversidad y el multiculturalismo están integrados o incrustados en el marco de muchos, si no en todos los campus universitarios. Asuntos Multiculturales en el ambiente de algunos campus es una división de Asuntos Estudiantiles, en otros funciones en el Departamento de Admisión. Además, Asuntos Multiculturales sirve con diferentes nombres, tales como, Centro de Recursos étnicos, Servicios de Apoyo al Estudiante, o la Oficina de la Diversidad. Aunque son diferentes en el nombre, muchos comparten los mismos objetivos y propósitos.
Castellanos y Gloria (2007) propusieron que a fin de crear un ambiente multicultural significativo en el campus se deben seguir siete competencias básicas, incluyendo (1) ayudar y habilidades interpersonales, (2) exámenes y la evaluación, (3) la enseñanza y la formación; (4 ) y la experiencia ética jurídica; (5) la teoría y la traducción; (6) las capacidades administrativas y de gestión; (7) una conciencia multicultural, el conocimiento y habilidades.
Los Centros de Asuntos Multiculturales direccionan e implementan la conciencia cultural y la diversidad de manera diferente. Los Centros de Asuntos Multiculturales ofrecen una amplia gama de programas de apoyo para los estudiantes. Cada centro fomenta la participación estudiantil en la vida del campus, las organizaciones estudiantiles, la excelencia académica y servicio a la comunidad, proporcionando asesoramiento, promoción, asesoramiento y capacitación en liderazgo a estudiantes individuales en su relación con el desarrollo general de los problemas de los estudiantes. Si bien Asuntos Multiculturales centra sus esfuerzos en poner un valor de la diversidad y la creación de un sentido de comunidad, los campus de poner en práctica sus esfuerzos de muchas maneras.